# ارش (یولاخ)
اَرَش (به لاتین: Ərəş، پیش‌تر شلیان Şilyan، به ارمنی: آرِش Արեշ) منطقه‌ای مسکونی در جمهوری آذربایجان است که در شهرستان یولاخ واقع شده است. اَرَش ۱۹۰۸ نفر جمعیت دارد.